# Zvi Galil
Zvi Galil (Tel Aviv, 26 giugno 1947) è un informatico e matematico israeliano.
È stato presidente dell'Università di Tel Aviv dal 2007 al 2009. Dal 2010 al 2019 è stato preside del Georgia Institute of Technology College of Computing. I suoi interessi di ricerca includono la progettazione e l'analisi di algoritmi, complessità computazionale e crittografia. Gli è stato attribuito il merito di aver coniato i termini stringologia e sparsificazione. Ha pubblicato oltre 200 articoli scientifici ed è elencato come ricercatore ISI altamente citato.
Zvi Galil è nato a Tel Aviv nella Palestina mandataria nel 1947. Ha conseguito sia la sua laurea (bachelor) (1970) e il suo Master (1971) in Matematica applicata, entrambi con lode, all'Università di Tel Aviv prima di conseguire il dottorato di ricerca. in Computer Science alla Cornell nel 1975 sotto la supervisione di John Hopcroft. Ha poi trascorso un anno lavorando come ricercatore post-dottorato presso il Thomas J. Watson Research Center di IBM a Yorktown Heights, New York.
Dal 1976 al 1995 ha lavorato nel dipartimento di informatica dell'Università di Tel Aviv, ricoprendone la cattedra dal 1979 al 1982. Nel 1982 è entrato a far parte della facoltà della Columbia University, ricoprendo il ruolo di presidente del dipartimento di informatica dal 1989 al 1994. Dal 1995 al 2007 è stato preside della Fu Foundation School of Engineering & Applied Science. In questa posizione, ha supervisionato la denominazione della scuola in onore dell'uomo d'affari cinese Z. Y. Fu dopo che una cospicua donazione è stata fatta a suo nome. Alla Columbia, è stato nominato Julian Clarence Levi Professore di Metodi matematici e Informatica nel 1987, e Morris e Alma A. Schapiro Dean of Engineering nel 1995.
Galil ha servito come presidente dell'Università di Tel Aviv a partire dal 2007 (seguendo Itamar Rabinovich), ma si è dimesso ed è tornato alla facoltà nel 2009, e gli successe Joseph Klafter. È stato nominato preside del College of Computing della Georgia Tech il 9 aprile 2010. Alla Georgia Tech, insieme al fondatore di Udacity Sebastian Thrun, Galil ha ideato il programma Online Master of Science in Computer Science (OMSCS) del College of Computing e ha guidato la creazione del programma da parte dei docenti. OMSCS è diventato il più grande programma di master online in informatica negli Stati Uniti. Galil si è dimesso da preside ed è tornato a una posizione regolare di facoltà nel giugno 2019.
Nel 1982, Galil ha fondato la Columbia University Theory Day e ha organizzato l'evento per i primi 15 anni. Esiste ancora come New York Area Theory Day. Dal 1983 al 1987, Galil è stato presidente di ACM SIGACT, un'organizzazione che promuove la ricerca nell'informatica teorica. È stato caporedattore del SIAM Journal on Computing dal 1991 al 1997 e redattore capo del Journal of Algorithms dal 1988 al 2003.
Nel 1995, Galil è stato inserito come membro della Association for Computing Machinery per "contributi fondamentali alla progettazione e analisi di algoritmi e un servizio eccezionale alla comunità teorica dell'informatica"  e nel 2004 è stato eletto alla National Academy of Engineering per "contributi alla progettazione e analisi di algoritmi e per la leadership in informatica e ingegneria." Nel 2005, è stato selezionato come Fellow dell'American Academy of Arts and Sciences.  Nel 2008, la Columbia University ha istituito il premio Zvi Galil per la vita studentesca. Nel 2009, la Columbia Society of Graduates gli ha conferito il Great Teacher Award. Nel 2012, l'Università di Waterloo ha conferito a Galil una laurea honoris causa in Matematica per i suoi "contributi fondamentali nelle aree degli algoritmi dei grafi e della corrispondenza delle stringhe".